# United States Naval Forces Europe-Africa

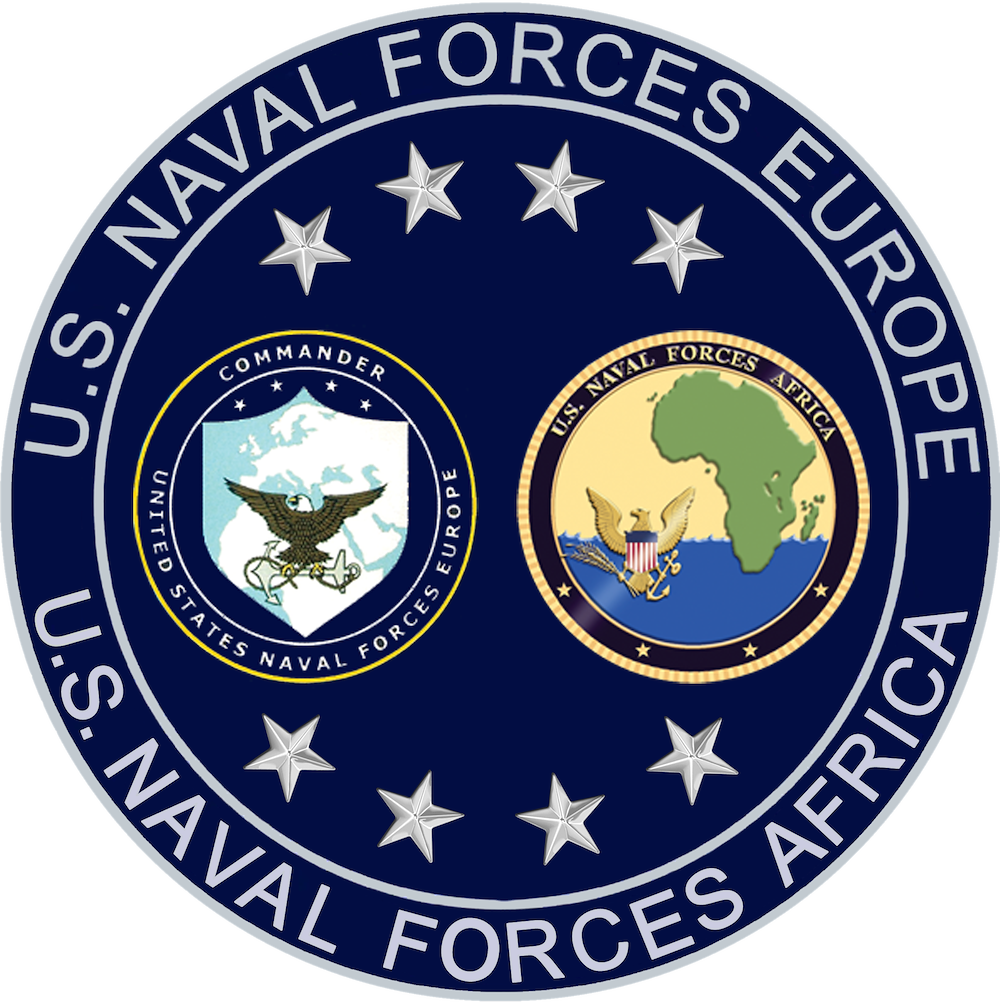
Sigill för U.S. Naval Forces Europe-Africa.

Vapensköld för Allied Joint Force Command Naples, ett kommando inom Natos struktur.

United States Naval Forces Europe-Africa (förkortning:CNE-CNA) är ett huvudkommando inom USA:s flotta som utgör sjöstridskomponenten till United States European Command och United States Africa Command.
CNE-CNA för befäl över USA:s sjätte flotta samt över USA:s andra flotta när enheter ur den senare befinner sig kring Europa eller Afrika eller över andra fartyg från Atlantflottan eller Stillahavsflottan när dessa skickas dit av Chief of Naval Operations.

## Bakgrund
Kommandot United States Naval Forces Europe (NAVEUR) härrör från USA:s deltagande i andra världskriget på de allierades sida mot axelmakterna. I Storbritannien upprättades under 1944 ett högkvarter i London på 20 Grosvenor Square i ett hus som hyrdes ut av hertigen av Westminster. Under 2005 flyttade högkvarteret till Neapel i Italien och samlokaliserades där med det underlydande högkvarteret för sjätte flottan.
2008 upprättades U.S. Africa Command och NAVEUR fick även rollen som United States Naval Forces Africa (NAVAF).

## Nato-roll
Befälhavaren för U.S. Naval Forces Europe-Africa har en separat roll inom Natos kommandostruktur som befälhavare för Allied Joint Force Command Naples (JFC Naples) under SACEUR och Allied Command Operations.
Från 1951 till 2004 var namnet för samma Natokommando Allied Forces Southern Europe (AFSOUTH).

## Befälhavare (1942–)
- Robert L. Ghormley (1942)
- Harold R. Stark (1942–1945)
- Henry Kent Hewitt (1945–1946)
- Richard L. Conolly (1946–1950)
- Robert B. Carney (1950–1952)
- Jerauld Wright (1952–1954)
- John H. Cassady (1954–1956)
- James L. Holloway Jr. (1957–1959)
- Robert L. Dennison (1959–1960)
- Harold P. Smith (1960–1963)
- David L. McDonald (1963)
- Charles D. Griffin (1963–1965)
- John S. Thach (1965–1967)
- John S. McCain Jr. (1967–1968)
- Waldemar F. A. Wendt (1968–1971)
- William F. Bringle (1971–1973)
- Worth H. Bagley (1973–1974)
- Harold E. Shear (1974–1975)
- David H. Bagley (1975–1977)
- Joseph P. Moorer (1977–1980)
- Ronald J. Hays (1980–1983)
- William J. Crowe (1983)
- William N. Small (1983–1985)
- Lee Baggett Jr. (1985)
- Arthur S. Moreau Jr. (1985–1986)
- James B. Busey IV (1987–1989)
- Jonathan T. Howe (1989–1991)
- Jeremy M. Boorda (1991–1994)
- Leighton W. Smith (1994–1996)
- Thomas J. Lopez (1996–1998)
- James O. Ellis (1998–2001)
- Gregory G. Johnson (2001–2004)
- Michael Mullen (2004–2005)
- Henry G. Ulrich III (2005–2007)
- Mark P. Fitzgerald (2007–2010)
- Samuel J. Locklear (2010–2012)
- Bruce W. Clingan (2012–2014)
- Mark E. Ferguson III (2014–2016)
- Michelle J. Howard (2016–2017)
- James G. Foggo III (2017–2020)
- Robert P. Burke (2020–2022)
- Stuart B. Munsch (2022–)